# Forbes' kaneelral
De Forbes' kaneelral (Rallicula forbesi, synoniem: Rallina forbesi) is een vogel uit de familie van de Sarothruridae (Pluisstaartrallen). Deze vogel is genoemd naar zijn ontdekker, de Schotse ontdekkingsreiziger Henry Ogg Forbes.

## Verspreiding en leefgebied
Deze soort is endemisch in Nieuw-Guinea en telt twee ondersoorten:
- R. f. parva: Adelbert-gebergte (noordoostelijk Nieuw-Guinea).
- R. f. forbesi: westelijk-centraal, noordoostelijk Huonschiereiland en zuidoostelijk Nieuw-Guinea.